# Громадянська корона

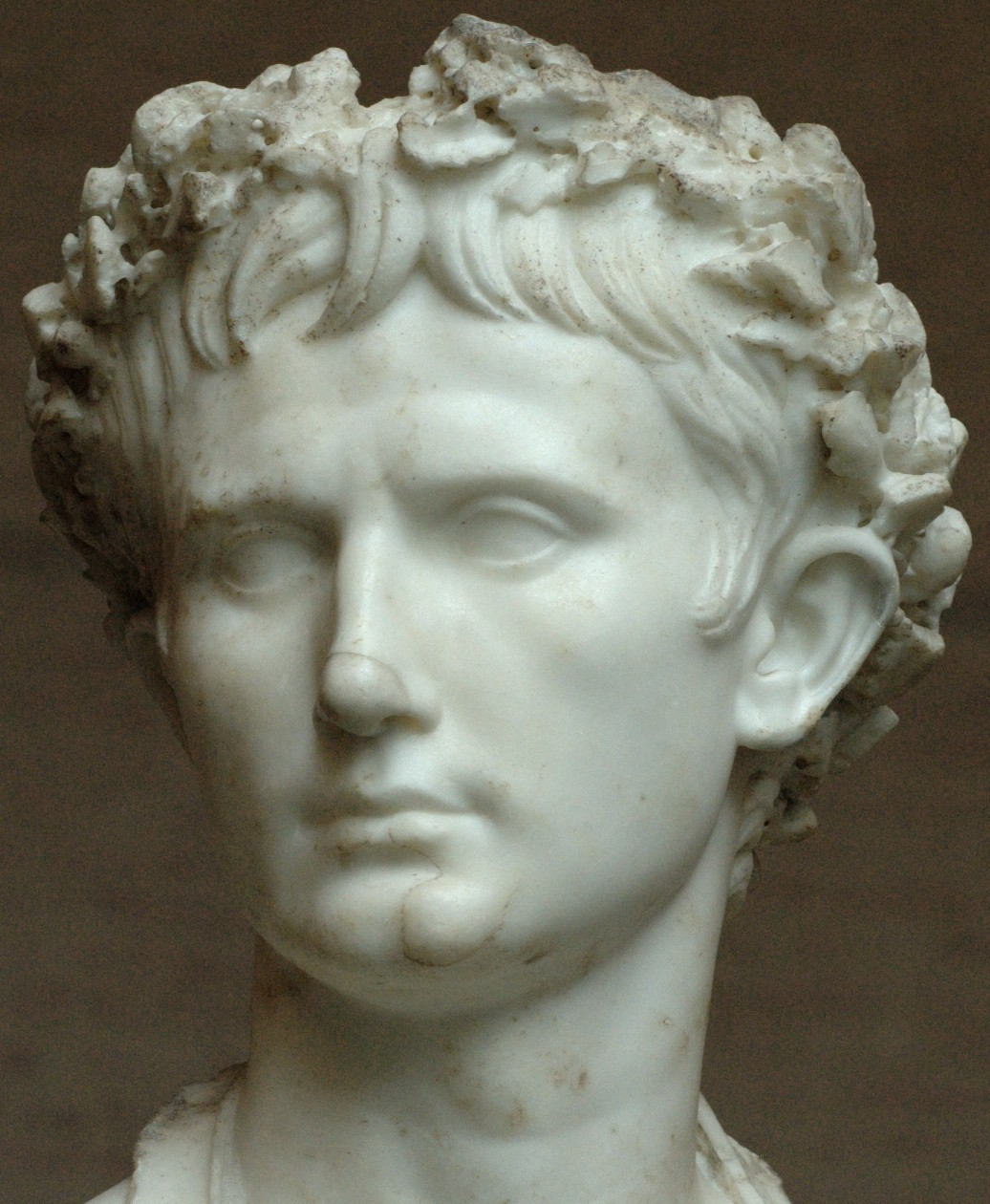
Скульптура Октавіана Августа, зображеного в громадянській короні

Громадянська корона (лат. corona civica) — друга за значимістю військова нагорода в Стародавньому Римі.
Являла собою вінок з дубового листя. Громадянська корона вручалася за внесок в збереження життів солдатів. Після реформ Сулли будь-хто, хто отримав громадянську корону, автоматично ставав членом сенату. Закон також зобов'язував носити цивільну корону на всіх публічних зборах.
Гай Юлій Цезар був нагороджений громадянською короною, за облогу Мітилени на острові Лесбос в 81 році до н. е.
Октавіан Август був нагороджений громадянською короною за запобігання громадянській війні, що призвело до збереження життів римських громадян. Згодом громадянська корона стала прерогативою і відмітним знаком римських імператорів.

## Галерея

Герб Перу
Герб Першої Іспанської Республіки. Версія з громадянською короною
Герб Країни Басків, Іспанія